# アマミエビネ
アマミエビネ（奄美海老根、学名：Calanthe amamiana）は、ラン科エビネ属の多年草。地生ランである。
琉球列島（奄美大島、請島）に分布する。発見時には独立種として新種記載されたが、その後はエビネの変種とされたり、またはキリシマエビネの変種とされたりしている。2025年時点では、YListでは独立種、Plants of the World Online, Kew Scienceではトクノシマエビネと共にエビネの変種とされている。ここでは独立種とする見解に従う。
春先に新葉とともに高さ30cmほどの花茎を伸ばし、3月中〜下旬にかけて10〜20数個の花を総状花序につける。花色は白や淡紫色、淡紅色、あるいは唇弁だけ赤紫色などと個体により様々。虫媒花だが、蜜は出さず、虫をだまして花粉媒介に利用している。自生地では、受粉をオキナワヒゲナガハナバチ１種に大きく依存しているとの研究がある。
かつては広葉樹林の林床にごく普通に見られたが、森林伐採や園芸目的の乱獲により激減した。環境省のレッドリスト2020では独立種として絶滅危惧I-Aと評価されている。現在は鹿児島県条例により採取が禁止されている。